# Strangalia gerdiana
Strangalia gerdiana es una especie de escarabajo longicornio del género Strangalia, categorizada en la tribu Lepturini, de la subfamilia Lepturinae. Fue descrita por Holzschuh en 2008.

## Descripción
Mide 15,1 mm de longitud.

## Distribución
Se distribuye por Laos.